# Keith Donnellan
Keith Donnellan é um dos pioneiros da teoria da referência direta. Ficou também conhecido com um dos principais críticos da interpretação de Bertrand Russell para frases contendo descrições definidas.